# Alustante (kommunhuvudort)
Alustante är en kommunhuvudort i Spanien.   Den ligger i provinsen Provincia de Guadalajara och regionen Kastilien-La Mancha, i den centrala delen av landet, 170 km öster om huvudstaden Madrid. Alustante ligger 1 404 meter över havet och antalet invånare är 278.
Terrängen runt Alustante är kuperad västerut, men österut är den platt. Runt Alustante är det mycket glesbefolkat, med 7 invånare per kvadratkilometer. Närmaste större samhälle är Orihuela del Tremedal, 7,2 km söder om Alustante. 